# Kewpie (drag queen)
Kewpie, de son vrai nom Eugene Fritz (1942–2012), est une drag queen et coiffeuse sud-africaine. 

## Biographie
De son vrai nom Eugene Fritz, Kewpie naît dans le District Six en 1942,. D'une fatrie de  six frères et soeurs, seuls elle, son frère Trevor et sa soeur Ursula vivent jusqu'à l'âge adulte . Elle débute ses  cours de ballet à l' Université du Cap à l'âge de 14 ans . 
Son père l'aide  à trouver un emploi de coiffeuse et achète un salon pour elle  qui devient  un lieu où la communauté queer se rencontre et se produit  dans des spectacles de drag, ou « concerts Moffie » .  
Lors des expulsions forcées de personnes dans le district où elle habite en 1968, Kewpie refuse  de partir  et  emménage chez des amis  . Elle ouvre  le Salon Kewpie à Kensington .
Kewpie finit par loger chez sa soeur Ursula et souffre d'un cancer de la gorge où sa trachée est retirée .  
Kewpie transmet pour la première fois ses photos bien documentées et étiquetées à GALA en 1999 
Kewpie meurt à Kensington en 2012 . 

## Hommages
L'héritage laissé par Kewpie perdure sous la forme d'une collection d'environ 700 photos illustrant la vie homosexuelle pendant l'apartheid en Afrique du Sud, qui sont conservées par Gay and Lesbian Memory in Action (GALA) . 
En 2018, une exposition de photos en contexte avec l'histoire de sa vie est inaugurée au District Six Museum .

## Note et références
- (en) Cet article est partiellement ou en totalité issu de l’article de Wikipédia en anglais intitulé « Kewpie (drag artist ) » (voir la liste des auteurs).

1. ↑  (en-US) « Honouring daughter of District 6 - The CapeTowner », The CapeTowner,‎ 4 octobre 2018 (lire en ligne [archive du 4 juin 2020], consulté le 11 juillet 2025)
2. 1 2 3 4 5 6 7  « Kewpie | South African History Online », sur sahistory.org.za (consulté le 11 juillet 2025)
3. ↑  (en-US) ZamaMdoda, « meet kewpie, the rediscovered daughter of district 6 », sur AFROPUNK, 23 mai 2019 (consulté le 11 juillet 2025)
4. ↑  (en) Ford et Thompson, « Honouring Daughter of District 6 » [archive du 4 juin 2020], The CapeTowner, 4 octobre 2018 (consulté le 4 juin 2020)
5. ↑  (en) Farber, « Kewpie's Dolls: Meet the Daughters of District Six in Photo Exhibition », TimesLIVE, 23 septembre 2018 (consulté le 4 juin 2020)
6. ↑  (en) McEwen, « Kewpie: Understanding What it Meant to Be Queer in District Six Under Apartheid », The Conversation, 30 octobre 2018 (consulté le 4 juin 2020)
7. ↑  (en-US) « The Kewpie Collection », sur GALA (consulté le 11 juillet 2025)
8. ↑  (en) Collison, « New Show is Kewpie's Encore », The Mail & Guardian, 5 octobre 2018 (consulté le 4 juin 2020)